# 唐建陵
建陵为唐十八陵之一，为唐肃宗李亨墓。位于咸阳市礼泉县西北15公里。
宝应元年（762年），唐肃宗驾崩后葬在建陵，因为张皇后作乱，所以以唐代宗母章敬皇后吴氏共葬。因山为陵，陵区周围二十公里。四门原各有石狮一对，南门外石人十对，石马五对，朱雀（鸵鸟）、翼马、华表各一对。北门外石马五对。因水土流失严重，地面建筑大多不存。 
陪葬人物
1. 尚父汾陽王郭子儀
2. 李怀让

## 盜墓事件
唐建陵東門遺址一對石獅於2010年遭盜走，至今仍未尋回。